# Чернобай, Дмитрий Миронович
Дмитрий Миронович Чернобай (1920, село Всесвятское, Мариупольский уезд, Екатеринославская губерния, Украинская ССР — 1969, село Доброволье, Волновахский район, Донецкая область, Украинская ССР) — председатель колхоза имени Кирова Марьинского района Донецкой области, Украинская ССР. Герой Социалистического Труда (1966).

## Биография
Родился в 1920 году в крестьянской семье в селе Всесвятское (сегодня — Новоукраинка) Мариупольского уезда. После окончания местной сельской школы трудился в колхозе имени Чкалова Марьинского района до призыва в 1940 году на срочную службу в Красную Армию. Служил в Прибалтийском особом военном округе в составе 6-го пограничного отряда 25-й погранзаставы. С июля 1941 году участвовал в Великой Отечественной войне. В июле этого же года получил тяжёлое ранение. После излечения в госпитале воевал в составе 6-го стрелкового полка войск НКВД на Ленинградском фронте. С 1943 года член ВКП(б). После демобилизации возвратился на родину, где трудился в сельском хозяйстве Сталинской области.
После объединения в 1950 году четырёх колхозов Марьинского района «Запорожец», «Красный колос», «Борец», имени Кирова был избран председателем объединённого колхоза имени Кирова Марьинского района с центральной усадьбой в селе Доброволье (сегодня — Богоявленка Волновахского района).
В течение Семилетки (1959—1965) руководимый им колхоз ежегодно досрочно выполнял задания семилетки и занимал передовые позиции в социалистическом соревновании среди сельскохозяйственных предприятий Марьинского района. Указом Президиума Верховного Совета СССР от 22 марта 1966 года удостоен звания Героя Социалистического Труда за «достигнутые успехи в развитии животноводства, увеличении производства и заготовок мяса, молока, яиц, шерсти и другой продукции» с вручением ордена Ленина и золотой медали «Серп и Молот» (№ 10090).
Проживал в селе Доброволье Волновахского района. Скоропостижно скончался в 1969 году.
Награды
- Герой Социалистического Труда
- Орден Ленина
- Орден Славы 3 степени (06.01.1947)
- Орден «Знак Почёта» (26.02.1958)
- Медаль «За отвагу» (27.07.1942)